# Air Mobility Command
Het Air Mobility Command (AMC) is een Major Command (MAJCOM) van de United States Air Force. Het hoofdkantoor is gevestigd op Scott Air Force Base, Illinois, ten oosten van Saint Louis, Missouri, zeven kilometer ten noordwesten van Mascoutah, Illinois.
Air Mobility Command werd opgericht op 1 juni 1992 en werd gevormd uit elementen van het geïnactiveerde Military Airlift Command (MAC) en Strategic Air Command (SAC). AMC versmolt MAC's wereldwijde luchttransportsysteem van voornamelijk C-5 Galaxy, C-141 Starlifter (later vervangen door C-17 Globemaster III vanaf 1995) en C-130 Hercules luchttransportvliegtuigen met SAC's tankermacht van KC-135 Stratotanker en KC-10 Extender bijtankvliegtuigen. In 2016 consolideerde het Air Force Historical Research Agency de geschiedenis van AMC en MAC, waardoor de afstamming van AMC teruggaat tot 1941.

## Overzicht
De missie van Air Mobility Command is het bieden van wereldwijde luchtmobiliteit, onder het motto Unrivaled Global Reach for America… Always! en We answer the call of others... so that they may prevail. Het commando speelt ook een cruciale rol bij het verlenen van humanitaire hulp in eigen land en over de hele wereld. AMC Airmen in actieve dienst, Air National Guard en Air Force Reserve, aangevuld met de civiele vliegtuigen en cockpitbemanningen van de Civil Reserve Air Fleet (CRAF) - zorgen voor luchttransport en bijtanken vanuit de lucht voor alle strijdkrachten van de Verenigde Staten. Veel speciale en operationele ondersteuningsvliegtuigen en luchtvaartmedische evacuatiemissies in de Verenigde Staten zijn ook toegewezen aan AMC.
Amerikaanse troepen moeten een snelle, op maat gemaakte reactie bieden die kan ingrijpen tegen een goed uitgeruste vijand, hard kan toeslaan en snel kan eindigen. Snelle wereldwijde mobiliteit vormt de kern van de Amerikaanse strategie in deze omgeving. Zonder het vermogen om troepen te verplaatsen, is er geen conventioneel afschrikmiddel. Aangezien het aantal Amerikaanse troepen dat in het buitenland is gestationeerd blijft afnemen, blijven er wereldwijde belangen bestaan, waardoor er nog meer vraag is naar de capaciteiten die AMC kan bieden.
Air Mobility Command heeft ook de missie om provisoire luchtmachtbases op te zetten in noodgevallen. Om deze missie te volbrengen, heeft AMC twee Contingency Response Wings opgericht, gelegerd op McGuire Air Force Base en Travis Air Force Base.
Naast zijn status als MAJCOM van de luchtmacht, is AMC ook het commando van de luchtmachtcomponent van het United States Transportation Command (USTRANSCOM). Het biedt luchttransport, speciale missies, bijtanken vanuit de lucht en aeromedische evacuatie voor de United States Army strijdkrachten van de Verenigde Staten en het United States Strategic Command. AMC voert ook VIP-vluchten uit, zoals Air Force One, Air Force Two en andere Special Assignment Airlift Missions (SAAM). Ten slotte treedt AMC op als de enige manager, namens het United States Transportation Command (USTRANSCOM), voor Military Space Available Travel, het programma waarmee militairen, reservisten, militair burgerpersoneel, gepensioneerde militairen en familieleden van militairen wanneer plaatsen beschikbaar zijn mee kunnen vliegen op vluchten van Air Mobility Command.
De belangrijkste vliegtuigactiva van het commando zijn: C-17 Globemaster III, C-5 Galaxy, C-130 Hercules, KC-46 Pegasus, KC-135 Stratotanker, C-40 Clipper (militaire versie van de Boeing 737 NG), C-37 Gulfstream V en de C-21 Learjet.
AMC exploiteert en onderhoudt ook extra vliegtuigen ter ondersteuning van VIP-luchttransport, waaronder: VC-25, C-32, C-20G, C-20H, C-37 en de C-38, waarbij het grootste deel van die missie wordt uitgevoerd door AMC's 89th Airlift Wing.
Tijdens nationale noodsituaties zijn extra langeafstandsvliegtuigen beschikbaar via de Civil Reserve Air Fleet (CRAF), een vloot van civiele commerciële vliegtuigen, contractueel beschikbaar uit de vloot van alle grote Amerikaanse luchtvaartmaatschappijen, die zich inzetten om het transport van strijdkrachten en materiaal in tijden van crisis te ondersteunen.